# Stryków (województwo mazowieckie)
Stryków – wieś w Polsce położona w województwie mazowieckim, w powiecie grójeckim, w gminie Mogielnica. 
Wieś szlachecka położona była w drugiej połowie XVI wieku w powiecie bielskim ziemi rawskiej województwa rawskiego. Wieś położona była do 1975 roku w województwie warszawskim, w latach 1975–1998 miejscowość położona była w województwie radomskim, obecnie w województwie mazowieckim.
Dużą rolę w rozwoju wsi odegrała wąskotorowa linia Kolei Grójeckiej, na której znajdował się położony we wsi przystanek Stryków Świdno z bocznicą i torem mijankowym. Przystanek został oddany do użytku w 1920 roku i obsługiwał rozkładowy ruch pasażerski do 1988 roku. 
Wieś składała się ze wsi właściwej (wzdłuż drogi Mogielnica–Borowe i jej odnogi do wsi Tomczyce), oraz z kolonii położonej na południe od linii kolejowej Mogielnica–Nowe Miasto nad Pilicą. Ma charakter typowo rolniczy, w ostatnim okresie obserwuje się rozwój niskopiennego sadownictwa i ogrodnictwa z tuneli foliowych. 